# Seelisberg
Seelisberg ist eine Einwohnergemeinde im Schweizer Kanton Uri.

## Geographie
Seelisberg liegt am östlichen Hang eines Bergs, dessen höchster Punkt die Brandegg (1108 m ü. M.) ist. Das Dorf liegt etwa 400 m oberhalb des Vierwaldstättersees und ist die nördlichste Gemeinde des Kantons Uri. Es besteht aus den Teilen Sunnenberg, Oberdorf und Unterberg. Der tiefste Punkt der Gemeinde liegt auf 434 m ü. M. am Ufer des Vierwaldstättersees, der mit 2117 m ü. M. höchste Punkt befindet sich am Oberbauenstock.
Zu Seelisberg gehören auch die am Vierwaldstättersee gelegene Schiffsanlegestelle Treib (436 m ü. M.), die Weiler Volligen (508 m ü. M.) ebenfalls am See, Schattenhalb am Nordhang des Zingelbergs (beide nordwestlich des Dorfs), Beroldingen (864 m ü. M.) und Wyssig (761 m ü. M.) südlich des Dorfs und Geissweg (793 m ü. M.; südwestlich des Dorfs an der Strasse nach Emmetten). Bekanntester Ortsteil der Gemeinde ist sicherlich das Rütli, wo gemäss mythischer Überlieferung die Gründung der Schweiz stattfand. Das Rütli ist eine Wiese am Ufer des Vierwaldstättersees mit einem Restaurant, keine eigentliche Siedlung.
Nur 53 ha oder 4,0 % der Gemeinde sind Siedlungsfläche. Davon sind 26 ha Gebäudeareal sowie 17 ha Verkehrsfläche. Umfangreicher ist die Landwirtschaftsfläche mit 454 ha oder einem Anteil von 34,3 %. Darunter befinden sich grössere Alpgebiete. Diese bedecken eine Fläche von 132 ha. Dagegen sind 313 ha Wies- und Ackerland. Ausserdem sind 645 ha oder 48,7 % von Wald und Gehölz bedeckt. Unproduktives Gebiet umfasst den Rest des Gemeindegebiets, genauer 173 ha oder 13,1 %. Es handelt sich fast ausschliesslich um vegetationslose Flächen (Hochgebirge) oder Gebiete mit unproduktiver Vegetation (hochalpine Vegetation).
Seelisberg grenzt im Westen an die Nidwaldner Gemeinde Emmetten, im Norden und Osten an den Vierwaldstättersee und im Süden an Isenthal und Seedorf. Im Vierwaldstättersee findet sich ein Dreikantonseck (Nidwalden, Schwyz, Uri)  ().

## Geschichte
Bereits 853 gehörte die Siedlung zu Uri und zur Pfarrei Altdorf. Der Name Sewelisberg ist erstmals 1316 bezeugt. Das Fraumünster Zürich hatte Grundbesitz in Seelisberg und auch das Zehntrecht, bis das Dorf es 1418 auskaufte. Das Schlösschen Beroldingen war der Stammsitz der einflussreichen Familie von Beroldingen. Im Haus zur Treib (erstmals erwähnt 1482) fanden im 17. und im 18. Jahrhundert Tagsatzungen statt.
Seit dem 17. Jahrhundert zog die Wallfahrtskapelle Maria Sonnenberg (Neubau 1666) zahlreiche Pilger an. Zwischen 1853 und 1874 wurde Seelisberg als Kurort weltbekannt; das Grand Hotel Sonnenberg genoss höchstes Ansehen.
Ab 1854 legten in Treib Dampfschiffe an. Die Strasse Treib–Seelisberg–Emmetten wurde 1870–1872 erbaut, die Treib-Seelisberg-Bahn 1914–1916. Seit 1980 besteht der Seelisbergtunnel der Gotthardautobahn.

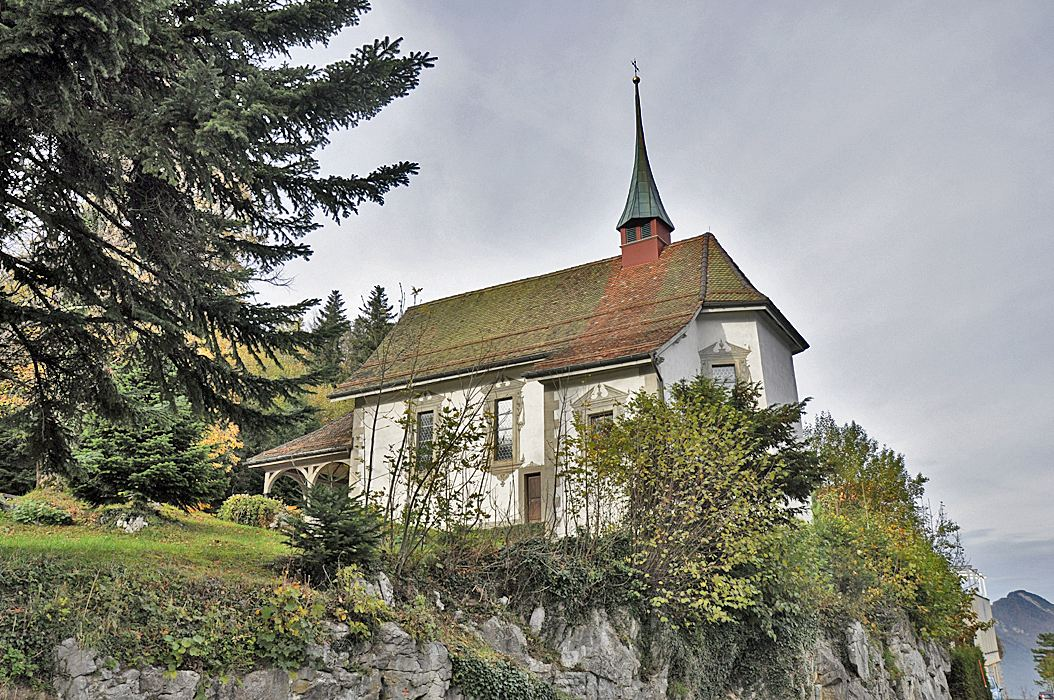
Wallfahrtskapelle Maria Sonnenberg
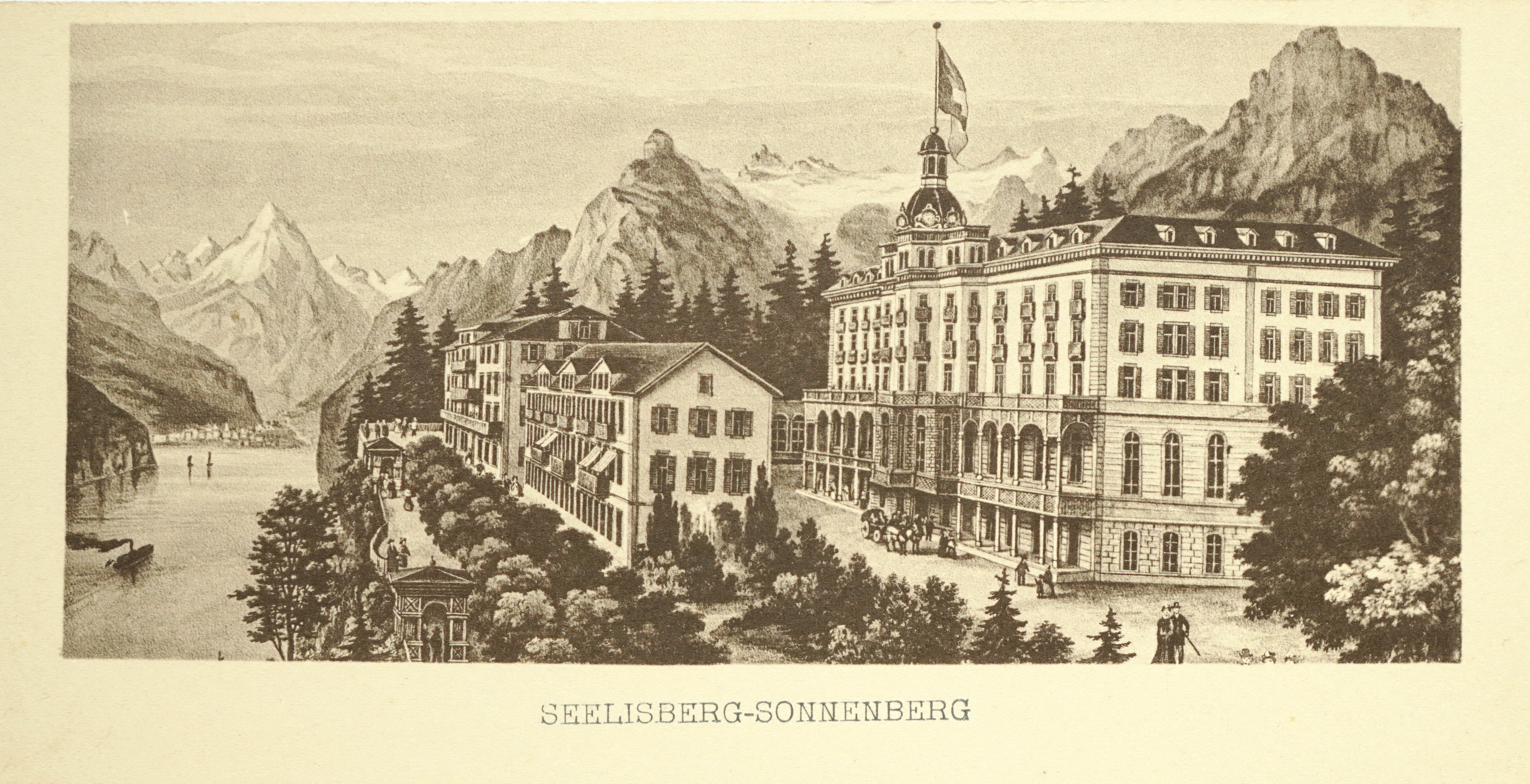
Das Grand Hotel Sonnenberg um 1880. Postkarte, Radierung von Heinrich Müller
Historisches Luftbild von Walter Mittelholzer von 1932

## Bevölkerung
Zwischen 1850 und 1860 kam es zu einem kleineren Bevölkerungsrückgang. Danach wuchs die Einwohnerschaft bis 1880 auf den Rekordstand von 717 Personen an (1860–1880: +18,3 %). Nach einem Auf und Ab in den nächsten Jahrzehnten lag die Zahl der Bewohner im Jahr 1920 auf gleicher Höhe wie 1880 und 1888. Danach sank die Einwohnerzahl – nur unterbrochen von einem kurzfristigen Wachstum in den 1930er-Jahren – bis 1980 unablässig und massiv (1920–1980: −24,9 %). Die 533 Einwohner im Jahr 1980 waren der absolute Tiefpunkt. Seither steigt die Zahl der Bewohner wieder an (1980–2005: +13,9 %). Die Gründe für die massive Abwanderung zwischen 1920 und 1980 lag in der abgeschiedenen Lage. Seit die Gemeinde auf der Strasse (per Autobahn und Postauto) besser erreichbar ist, wandern wieder Leute wegen Seelisbergs schöner Lage zu.
| Bevölkerungsentwicklung | Bevölkerungsentwicklung | Bevölkerungsentwicklung | Bevölkerungsentwicklung | Bevölkerungsentwicklung |
| ----------------------- | ----------------------- | ----------------------- | ----------------------- | ----------------------- |
| Jahr                    | Einwohner               |                         | Jahr                    | Einwohner               |
| 1850                    | 649                     | 1960                    | 560                     |                         |
| 1860                    | 606                     | 1980                    | 533                     |                         |
| 1880                    | 717                     | 1990                    | 569                     |                         |
| 1888                    | 713                     | 2000                    | 592                     |                         |
| 1900                    | 635                     | 2005                    | 607                     |                         |
| 1920                    | 710                     | 2010                    | 662                     |                         |
| 1941                    | 681                     | 2011                    | 685                     |                         |

### Sprachen
Die Bevölkerung spricht eine hochalemannische Mundart. Fast die gesamte Einwohnerschaft spricht als tägliche Umgangssprache Deutsch. Bei der letzten Volkszählung im Jahr 2000 gaben 97,13 % Deutsch, 0,84 % Französisch und 0,51 % Englisch als Hauptsprache an.

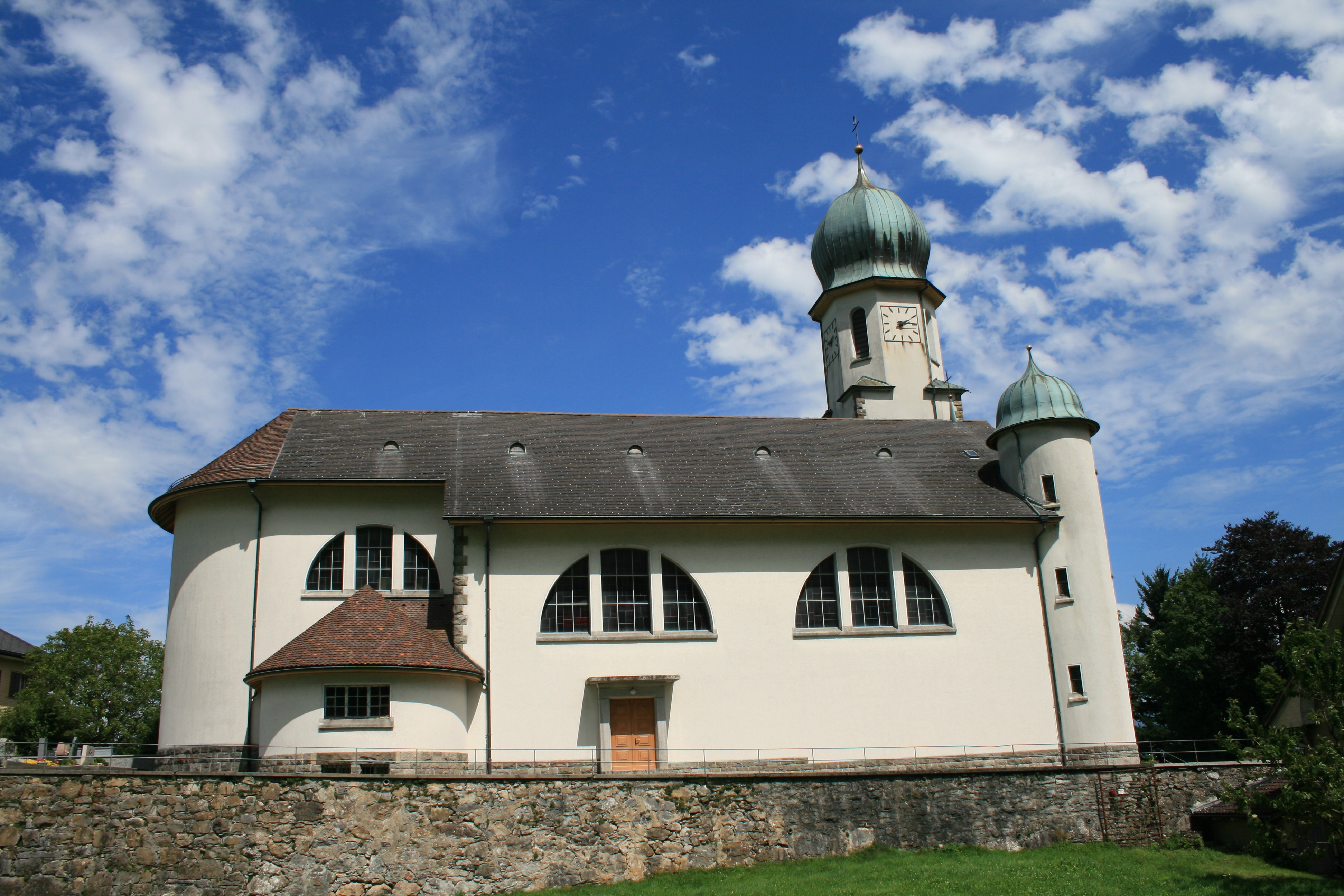
Pfarrkirche St. Michael

### Religionen – Konfessionen
Die Bevölkerung war früher vollumfänglich Mitglied der römisch-katholischen Kirche. Die Konfessionsverhältnisse im Jahr 2000 lassen immer noch die ursprüngliche Struktur erkennen. 475 Personen waren katholisch (80,24 %). Daneben gab es 4,73 % evangelisch-reformierte Christen und 9,97 % Konfessionslose. 25 Personen (4,22 %) machten keine Angaben zu ihrem Glaubensbekenntnis.

### Herkunft – Nationalität
Von den Ende 2005 607 Bewohnern waren 561 (92,42 %) Schweizer Staatsangehörige. Die Zugewanderten stammen mehrheitlich aus Deutschland, Italien und Mazedonien. Bei der Volkszählung 2000 waren 555 Personen (93,75 %) Schweizer Bürger; davon besassen acht Personen eine zweite Staatsbürgerschaft.

### Altersstruktur
Die Gemeinde zählt einen hohen Anteil an älteren Erwachsenen (45–59 Jahre; 23,48 %). Der Anteil der Personen unter zwanzig Jahren von 24,83 % der Ortsbevölkerung liegt leicht über dem Anteil der Personen im Seniorenalter (60 Jahre und älter; 22,47 %). Auffallend ist die geringe Anzahl der Bewohner zwischen 20 und 29 Jahren.
Bei der letzten Volkszählung im Jahr 2000 ergab sich folgende Altersstruktur:
| Alter  | 0–6 Jahre | 7–15 Jahre | 16–19 Jahre | 20–29 Jahre | 30–44 Jahre | 45–59 Jahre | 60–79 Jahre | 80 Jahre und mehr |
| ------ | --------- | ---------- | ----------- | ----------- | ----------- | ----------- | ----------- | ----------------- |
| Anzahl | 32        | 82         | 33          | 49          | 124         | 139         | 107         | 26                |
| Anteil | 5,41 %    | 13,85 %    | 5,57 %      | 8,28 %      | 20,95 %     | 23,48 %     | 18,07 %     | 4,39 %            |

## Politik
Legislative

Das gesetzgebende Organ der Gemeinde Seelisberg ist die offene Dorfgemeindeversammlung, die jeweils im Mai und im Dezember stattfindet.
Exekutive

Der fünfköpfige Gemeinderat bildet die Exekutive. Er ist nebenamtlich tätig. Gemeindepräsidentin ist seit dem 1. Januar 2024 die parteilose Sonja Truttmann (Stand 2025).

## Wirtschaft
Im Jahr 2005 gab es 31 Landwirtschaftsbetriebe, die 72 Arbeitsstellen anboten. Industrie und Gewerbe beschäftigten in 7 Arbeitsstätten 18, der Dienstleistungsbereich in 29 Betrieben 151 Personen (Beschäftigung auf Vollzeitstellen umgerechnet). Die Volkszählung 2000 ergab 37 Landwirtschafts- und Forstbetriebe mit 93 Beschäftigten. Die Betriebszählung 2001 kam auf 6 Industrie- und Gewerbebetriebe mit 19 und 32 Dienstleistungsunternehmen mit 144 Beschäftigten. Von den im Jahr 2000 309 erwerbstätigen Personen Seelisbergs arbeiteten 153 (49,51 %) in der eigenen Gemeinde. Insgesamt bot der Ort 181 Menschen Arbeit an, von denen 153 (84,53 %) Einheimische waren.
Die 156 Wegpendler verrichten ihre Arbeit grösstenteils in Gemeinden des Kantons Nidwalden. Diese Besonderheit ist mit den Strassenverbindungen zu erklären. Darunter arbeiteten 34 Personen in Stans, 18 in Emmetten, je 12 in Beckenried und Buochs und 8 in Ennetbürgen. In der Stadt Luzern waren 21 Personen, in den Schwyzer Gemeinden Ingenbohl 6 und Schwyz 5 und im Urner Kantonshauptort 9 Menschen beschäftigt. Es gab nur 28 Zupendler. Diese kamen hauptsächlich aus Emmetten (10 Personen) und Beckenried (4).

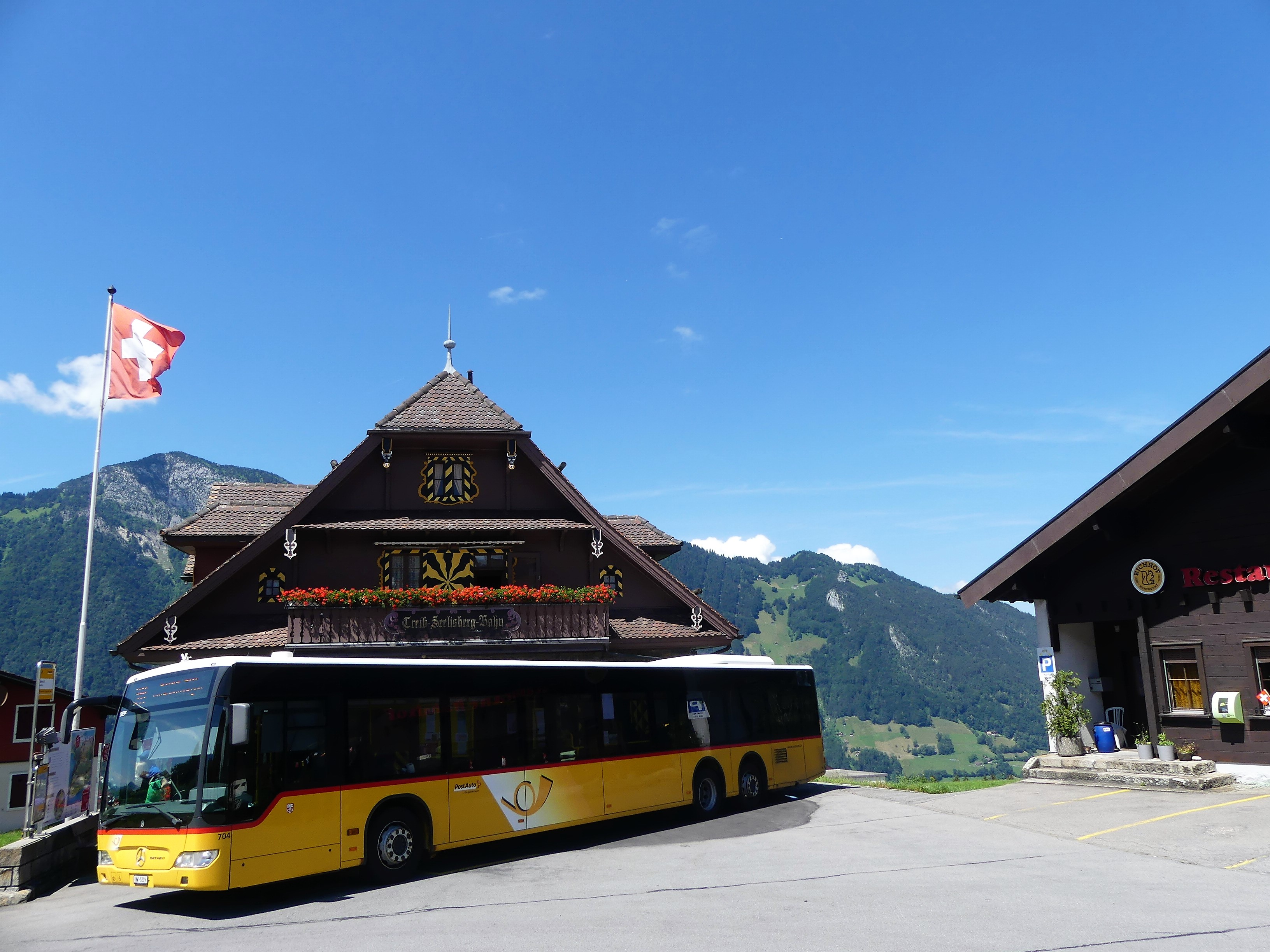
Bergstation der Treib-Seelisberg-Bahn mit Postauto

### Verkehr
Seelisberg ist ganzjährig von Luzern mit dem Auto über die A2, Ausfahrt Beckenried Süd via Emmetten in 30 Minuten zu erreichen – zum übrigen Kantonsteil hat die Gemeinde keine direkte Strassenverbindung. Von Treib am Vierwaldstättersee führt die Treib-Seelisberg-Bahn, eine Standseilbahn in den Ort. Von Nidwalden her ist Seelisberg auch mit dem Postauto erreichbar (ungefähr 45 Minuten Fahrzeit von Stans).

### Tourismus
In einem grösseren Bergsee, dem Seelisbergsee, kann im Sommer gebadet werden; ein Campingplatz (nur Zelte) liegt unmittelbar beim Seeli. Das Rütli ist der Startpunkt des Wegs der Schweiz. Der landschaftlich gestaltete Wanderweg, der vom Rütli via Seelisberg, Bauen, Flüelen und Sisikon nach Brunnen führt, war ein Geschenk der Kantone an die Bevölkerung der Schweiz zum 700-jährigen Jubiläum der Eidgenossenschaft. Die Route bietet weite Ausblicke, führt vom Rütli den Berg hoch, beim Schlösschen Beroldingen vorbei und später am Urnersee entlang durch Wälder, über Wiesen. Gut ausgebaute Picknickplätze mit Bänken und Brunnen stehen zur Verfügung.

## Geschichten
- Unterhalb von Seelisberg liegt das Rütli, der Sage nach die Geburtsstätte der Schweizerischen Eidgenossenschaft.
- Der Elbst ist ein Wassergeist, der in einem Bergsee bei Seelisberg hausen soll.

## Bilder

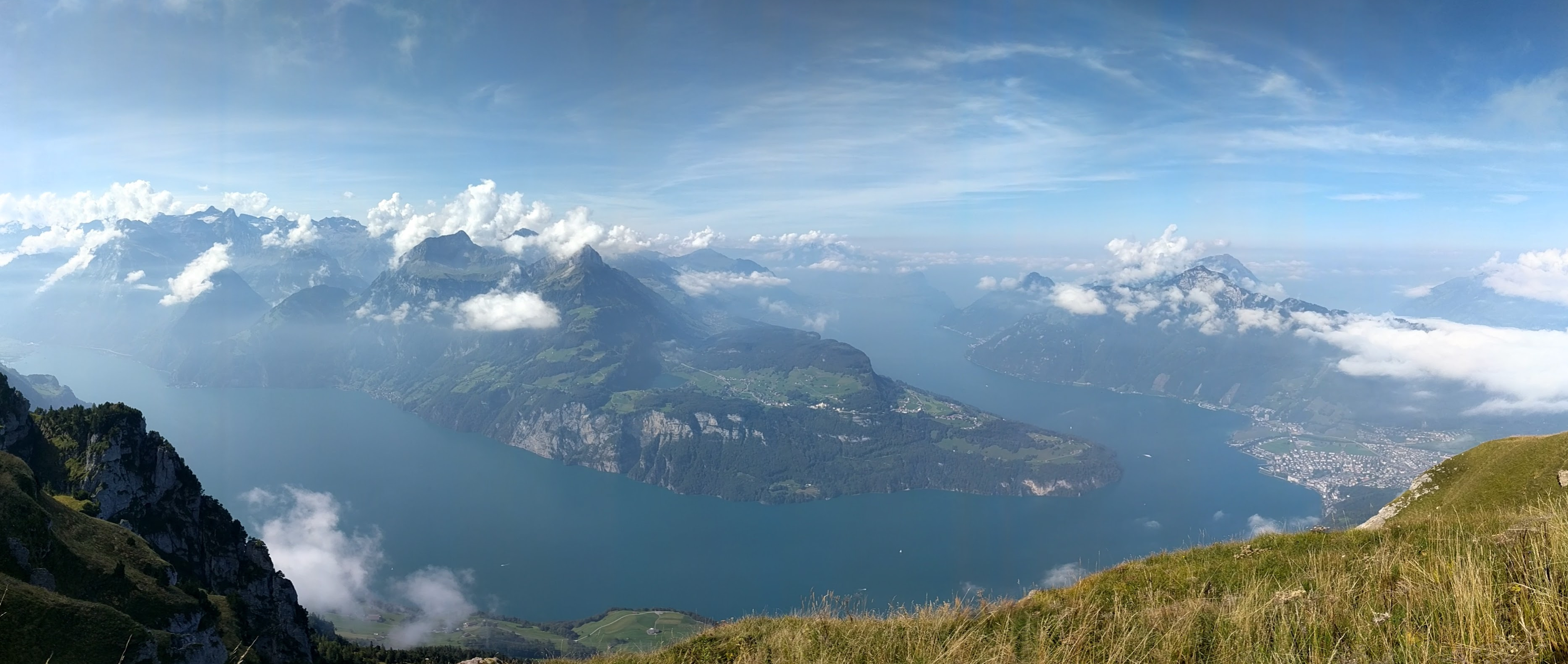
Seelisberg (Bildmitte), vom Fronalpstock gesehen
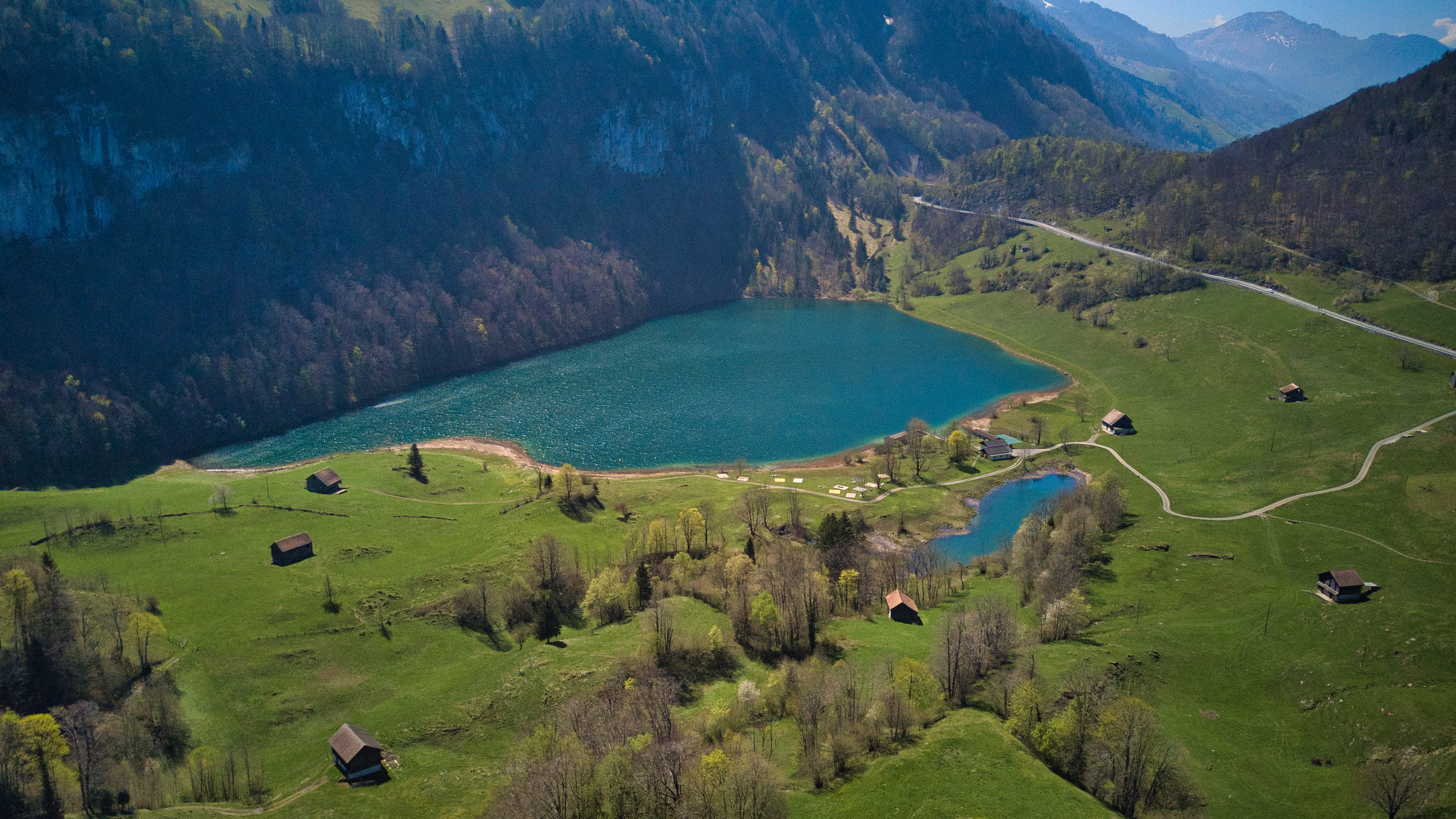
Das Seeli bei Seelisberg
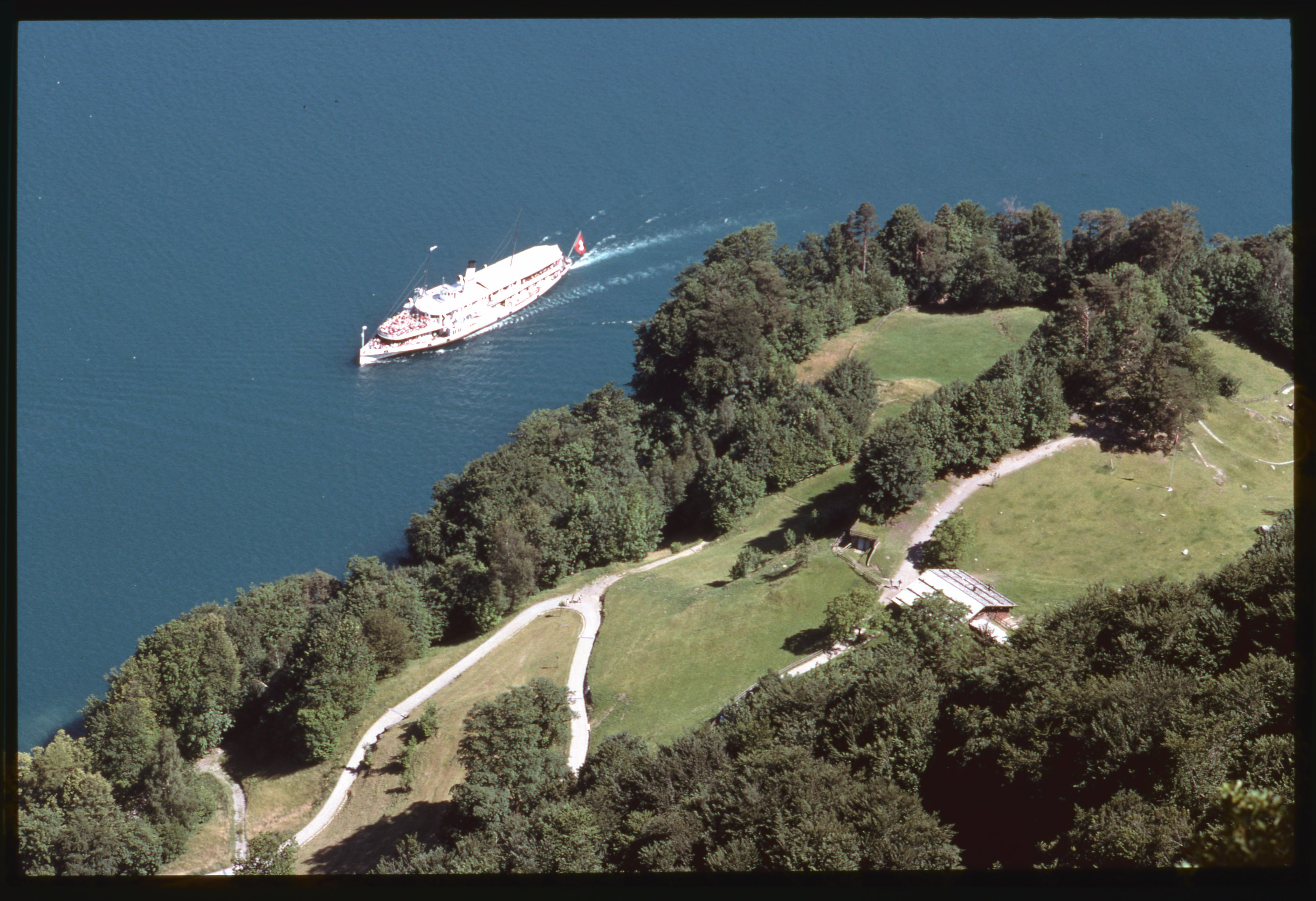
Blick von Seelisberg auf das Rütli
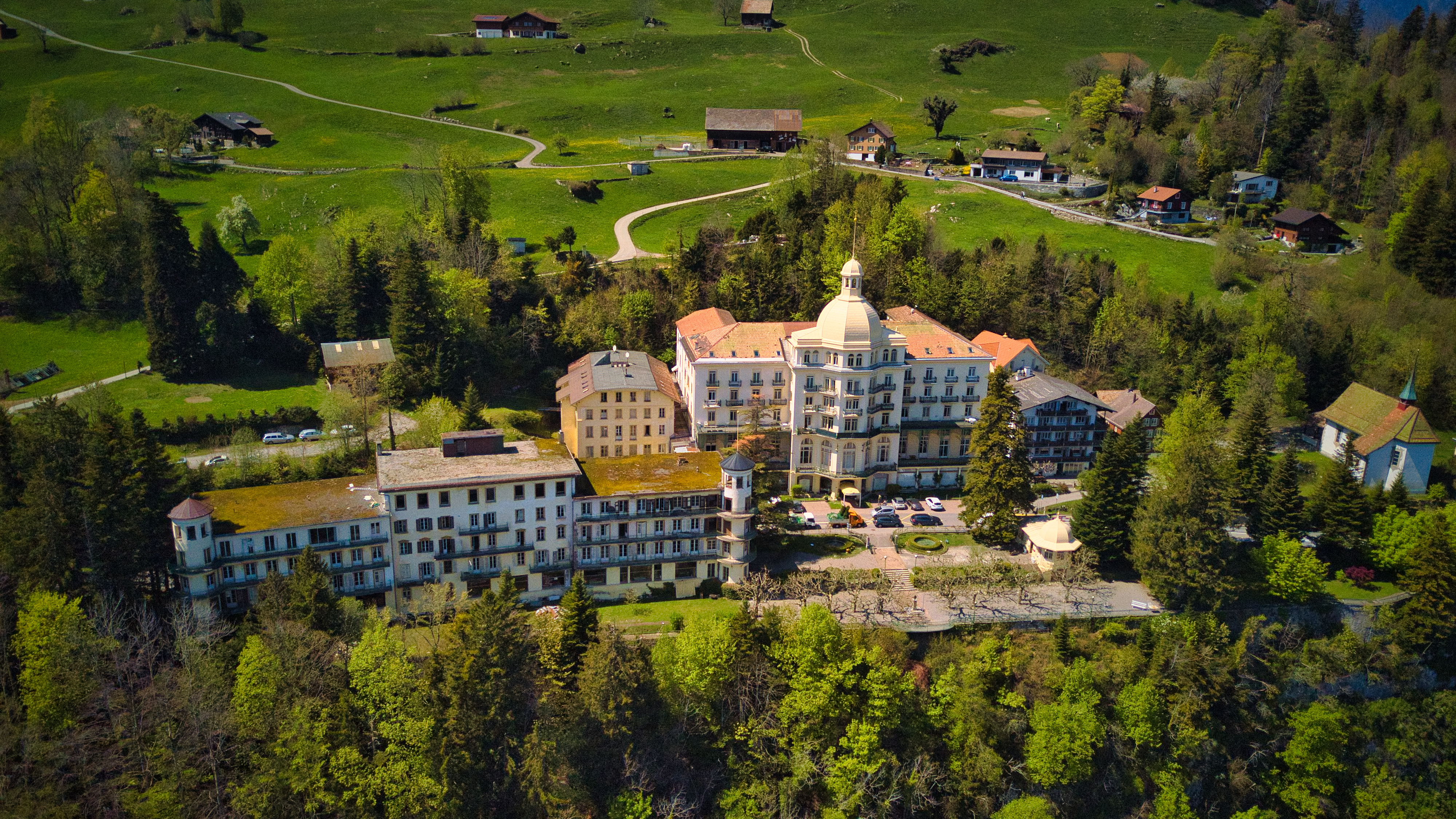
Die einstigen Hotelgebäude sind heute Sitz der «Maharishi European Research University»

## Persönlichkeiten
- Alfons Lutz (* 25. Juli 1903 in Seelisberg; † 9. Juni 1985 in Basel), Apotheker und Pharmaziehistoriker